# Município Quiçama
Município Quiçama, även stavat Kissama, Kisama eller Quissama, är en kommun i Angola.   Den ligger i provinsen Luanda, i den nordvästra delen av landet, 130 km sydost om huvudstaden Luanda.
I omgivningarna runt Município Quiçama växer huvudsakligen savannskog. Runt Município Quiçama är det mycket glesbefolkat, med 7 invånare per kvadratkilometer.